# Chalyboclydon
Chalyboclydon is een geslacht van vlinders van de familie spanners (Geometridae), uit de onderfamilie Larentiinae.

## Soorten
- C. flexilinea Warren, 1898
- C. marginata Warren, 1893